# 索德斯龍屬
索德斯龍屬又名粗頜翼龍、毛鬼翼龍或索德斯翼龍，是種小型、原始翼龍類，生存於侏儸紀晚期的哈薩克，屬於翼手龙形态类。

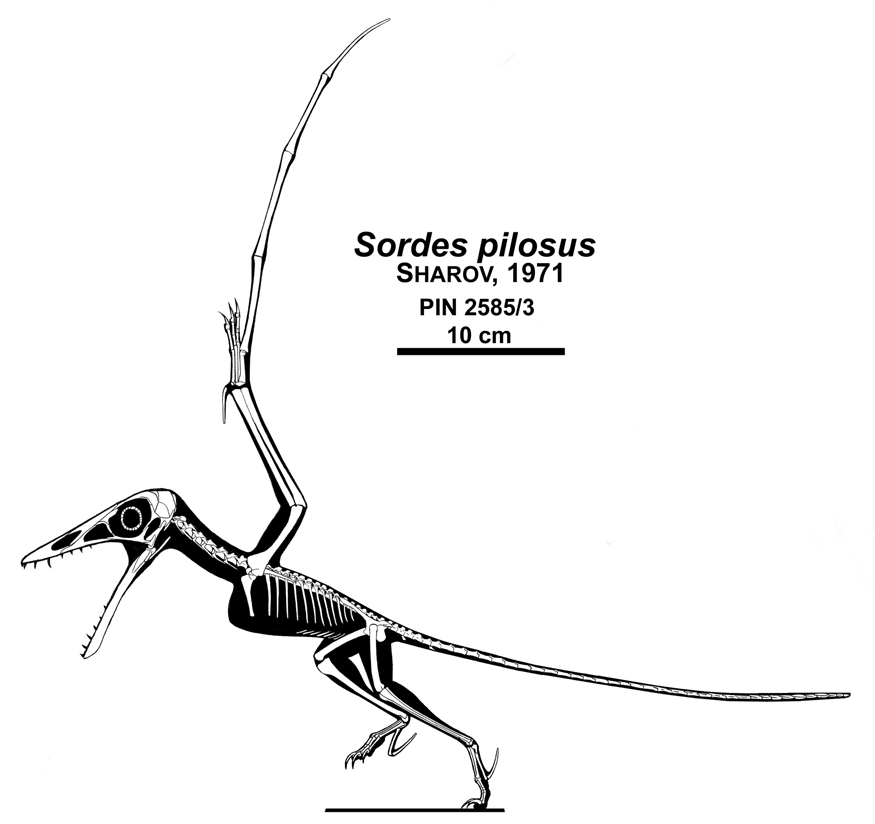
S. pilosus的骨骼重建，正模標本（編號PIN 2585/3）

正模標本（編號PIN 2585/3）是一個被壓碎、大製完整的骨骼，位於一塊石板。副模標本（編號PIN 2470/1）是一個相當完整的骨骼。化石發現於哈薩克南部的卡拉套（Karatau），地質年代為侏儸紀晚期的牛津階到啟莫里階。在1971年，蘇聯古生物學家Aleksandr Grigorevich Sharov將這個化石敘述、命名。模式種是多毛索德斯龍（S. pilosus），屬名在拉丁文意思為「惡魔」 ，種名則意為「多毛的」。

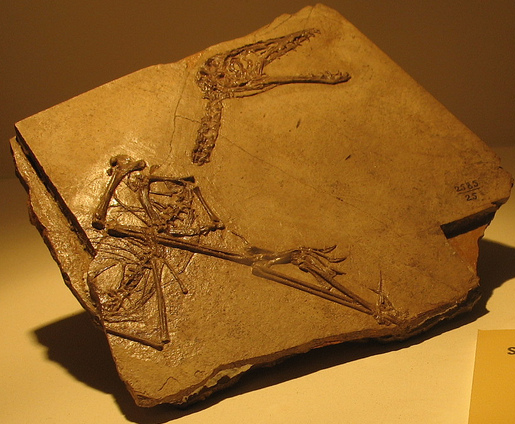
索德斯龍的化石

當索德斯龍的化石被發現時，古生物學家發現岩石上的身體部份，有微小、密集的毛與翼膜壓痕。索德斯的毛壓痕分成兩種：兩翼外側的毛較長、接近身體的毛較短。這證實了翼龍類可能覆蓋者一層毛的理論。索德斯龍的毛可能作為隔離用，顯示翼龍類可能是溫血動物，並在飛行時提供氣動性作用。但古生物學家困惑為何在德國發現的保存最好翼龍類化石，身上並沒有毛。在90年代，翼龍類專家大衛·安文（David Unwin）曾提出不同理論，這些毛壓痕其實是翼膜的強韌纖維痕跡。在2003年，當地又發現6個索德斯龍標本。大衛·安文改變其理論，這些痕跡應該是毛髮痕跡。
索德斯龍翼展長約63公分（2呎）。牠有修長、非圓形的頭部，頜部長而尖狀。頭顱骨長度約8公分。牠的牙齒長而傾斜、牙齒間距離寬。牠們眼睛小，但鼻孔大，可能為了尋找獵物的氣味。牠有厚而結實的頸部。尾巴長、呈鞭索狀，佔了身長一半以上。尾端有修長結狀物。不像大部分的翼龍類，牠頭上並沒有冠飾。索德斯龍的翼膜延展到腿上，兩腿間有翼膜。喙嘴翼龍科是小型翼龍類，身長約30公分到90公分。牠們的牙齒很小，所以索德斯龍與其他喙嘴翼龍科動物可能是以昆蟲與兩棲類為食。
索德斯龍通常被歸類於喙嘴翼龍科，喙嘴翼龍科是最早期的翼龍類之一，生存於三疊紀晚期到侏儸紀早期。根據大衛·安文的分類法，索德斯龍屬於喙嘴翼龍科的掘頜龍亞科。而吕君昌等人的分類法，認為索德斯龍的演化位置比較原始，不屬於喙嘴翼龍科。

## 外部連結
- Fossilsmith Studios的多毛索德斯龍重建圖
- Paleo.ru的索德斯龍化石圖片
- 索德斯龍的文章與圖片 （页面存档备份，存于）